# クラウス・チュッチャー
クラウス・チュッチャー（独: Klaus Tschütscher、1967年7月8日 - ）は、リヒテンシュタインの政治家。2009年から2013年にかけて、首相を務めた。 

## 人物
ザンクトガレン大学で法律を学び、1996年に法学博士となった。その後政界に進み、環境大臣などを歴任。2009年3月25日、オットマール・ハスラーに代わって首相に就任した。
既婚者であり、2児の父親でもある。現在は家族と共にルッゲルに住んでいる。